# Yingluck Shinawatra
Yingluck Shinawatra (thai: ยิ่งลักษณ์ ชินวัตร, transskriberet: Yinglak Chinnawat; udtalt: [jîŋ.lák.t̠͡ɕʰin.ná.wát]; født 21. juni 1967) var Thailands premierminister fra 5. august 2011 til hun blev afsat 7. maj 2014 efter at en forfatningsdomstol havde fundet hende skyldig i embeds- og magtmisbrug.    Hun flygtede fra Thailand, angiveligt 23. august 2017, forud for domsafsigelse i forbindelse med en forfejlet landbrusstøtte ordning.
Yingluck er den yngste søster til den tidligere thailandske premierminister Thaksin Shinawatra, der nu lever i selvvalgt eksil siden 2008.
Oppositionspartiet Pheu Thai Party, der står hendes bror nær, nominerede hende den 11. maj 2011 som spidskandidat til posten som premierminister ved parlamentsvalget 2011. Hun vandt valget med en "jordskreds-sejr" og blev dermed den første kvinde i Thailand til at besidde posten.
Yingluck blev født den 21. juni 1967 som niende og yngste barn af Lert og Yindee Shinawatra. Hun studerede politik og forvaltning ved Chiang-Mai Universitet, hvilket hun færdiggjorde med en bachelorgrad i 1988. Derefter fortsatte hun sine studier i samfundsvidenskab i USA, hvor hun studerede på Kentucky State University og fik en master i 1990. Efter sin tilbagevenden til Thailand arbejdede hun i førende stillinger i forskellige virksomheder, der var i hendes families besiddelse. Politisk var hun indtil sin opstilling som spidskandidat knap nok synlig.
Efter sin politiske karriere som premierminister i Thailand, og selvvalgt flugt i Eksil i forbindelse med en retssag om hendes politiske ris-støtteordning (se afsnittet nedenfor), blev hun i januar 2019 udpeget som bestyrelsesformand for Shantou International Container Terminal i Kinas Guangdong-provins. Shinawatra-familien har rødder i det sydøstlige Kina. Yingluck meddelte den 20. januar 2019, at hun havde afsluttet enhver politisk aktivitet. Fra august 2019 har Yingluck serbisk statsborgerskab. Thailand og Serbien har ingen udleveringsaftale.
Yingluck lever sammen med Anusorn Amornchat, en manager i M Link Asia Corporation. Parret har en søn ved navn Supasek.

## Yingluck Shinawatras ris-støtteordning
Det vigtigste valgløfte i 2011 fra Yingluck var et såkaldt Rice Pledge Scheme (da. ris løfte ordning), hvor bønderne blev lovet at regeringen købte deres rishøst for en høj pris, og hvis markedsprisen senere steg, kunne de få deres ris tilbage, og sælge den til markedspris. Prisgarantien til bønderne var på 15.000 baht (ca. 3,000 DKK) pr. ton ris, hvilket var 4,000 baht, eller omkring 1/3 højere pris end tidligere regeringers landbrugs-subsidier, og på pågældende tidspunkt i 2011 omkring 50 % højere end verdensmarkedsprisen for ris. Da 40 % af Thailands arbejdsstyrke var beskæftiget i landbrug, og hovedparten med risdyrkning, resulterede dette løfte i Yingluck Sinawatras valgsejr. Strategien var en simpel tre-trins proces, hvor ris blev opkøbt til overpris, derefter lagt på regeringens lagre for at presse verdensmarkedsprisen op, for til sidst sælge risen til en højre pris end den oprindeligt blev støttet med. Trods Thailand på daværende tidspunkt kontrollerede 30% af verdensmarkedet for ris, blev ordningen af kritikere anset for urealistisk fra begyndelsen. Og uanset om det var naivitet, dårlig politisk moral, eller ringe dømmekraft – eller sandsynligvis en kombination af alle tre – gav planen bagslag, da andre lande, især Indien og Vietnam, straks fyldte det thailandske ris-tomrum fra slutningen af 2011 og frem til 2013.
Allerede inden ordningen blev gennemført steg priserne for poleret ris med 5,4 procent i juli til 546 USD pr. ton (ca. 3.000 DKK) og da Yingluck blev valgt toppede priserne i september samme år til 615 USD (ca. 3.500 DKK). For hele 2012 var den laveste pris 541 USD. Den garanterede pris til de thailandske landmænd var imidlertid for ikke-polerede ris (eller råris), mens markedspriserne var for poleret ris. Processen med at fjerne skal og klid fra riskernen, som i gennemsnit fjerner ca. en tredjedel af vægten af upoleret ris, konverterede dermed selv den højeste markedspris i 2012 til omkring 410 USD pr. ton (ca. 2.300 DKK). hvor bønderne allerede var blevet betalt 15.000 baht (ca. 3.000 DKK). Markedsprisen inkluderede tillige transport til salgssteder samt lagerudgifter, hvilket yderligere reducerede værdien af upoleret ris. For at tilbagebetale de penge regeringen allerede havde lagt ud, skulle priserne for poleret ris være omkring 830 USD pr. ton (omkring 4.600 DKK), i stedet for gennemsnittet for 2012 på 573 USD (ca. 3.200 DKK). I det første år var omkostningerne til ordningen på 4,4 mia. USD (ca. 25 mia. DKK) eller 1,2 procent af Thailands BNP (bruttonationalprodukt) i 2012. Offentlige tal for de samlede omkostninger til ordningen blev ikke frigivet af regeringen, men skønnedes at ligge mellem 8 mia. og op til 20 mia. USD (45 mia. til 110 mia. DKK). Selv med de mest konservative skøn over omkostningerne fra thailandske embedsmænd, kostede ris-støtteordningen en betydelig sum penge. Samlet set var programmet dog ikke så kostbart, set i forhold til utallige andre eksempler på regeringer rundt om i verden, der har investeret i meget dyrere mislykkede projekter. I alt blev 18 mio. tons usolgt ris henlagt regeringens lagre.
I januar 2014 begyndte den Nationale Anti-korruptions Kommission (NACC) at undersøge Yinglucks rolle i ordningen og undersøge om hun havde begået forsømmelighed. I maj blev hun er tvunget til at træde tilbage som premierminister, efter at Thailands forfatningsdomstol fandt hende skyldig i magtmisbrug i anden anledning. Nogle måneder senere fjernede militæret, hvad der var tilbage af hendes regering, ved et statskup den 22. maj, nationens 18. militærkup siden enevældets afskaffelse i 1932. I januar 2015 anklages hun efter en af militæret støttet lov for korruption, i forhold til sin rolle i ris-støtteordningen, hvilken samtidig effektivt forbød hende deltagelse i politik i en periode på fem år, samtidigt påbegyndtes en retssag mod hende. Hun erklærede sig uskyldig og blev løsladt under sagen mod en kaution på 30 mio. baht (omkring 5 mio. DKK). Dommen skulle afsiges den 25. august 2017, hvor pressen forinden spekulerede i udfaldsmulighederne, med henholdsvis skyldig, med op til 10-års fængsel, skyldig med en betinget dom, og frifindelse, samt overvejelser om appel. Desuden var der den mulighed, at hun ikke ville møde op til domsafsigelsen, men derimod flygte, hvilket myndighederne måske ville foretrækker, frem for "skyldig", hvor hendes fængsling kunne gøre hende til en mere sympatisk figur, og hæve hende til status som et "demokratikoncept" – ligesom Myanmars tidligere oppositionsleder og Nobelprisvinder Aung San Suu Kyi, der tilbragte 15 år i husarrest under Burmas militærediktatur. En mindre gruppe Rød-trøje tilhængere (Rød-trøje er en betegnelse for Shinawatraernes støttebevægelse, såvel Thaksins som Yinglucks) var allerede ankommet til Bangkok dagen før domafsigelsen, trods advarsler fra regeringen om at forsamles (militærjuntaen havde forbudt politiske forsamlinger), og et større politi- og militærberedskab var derfor parat, for at kunne imødekomme eventuelle uroligheder.

### Dom og flugt fra Thailand
På dagen for domsafsigelsen mødte Yingluck Sinawatra imidlertid ikke op i retten, der straks udstedte en arrestordre og udsatte domafsigelsen til 27. september 2017, samt konfiskerede kautionen. Forinden var myndighederne allerede begyndt at indefryse (beslaglægge) hendes private formue, som samlet beløb sig til 567 millioner baht (cirka 110 millioner kroner). Myndighederne besluttede at overvåge alle grænser, i tilfælde af flugt. Sinawatras advokat oplyste, at frafaldet skyldtes sygdom, da hun følte sig svimmel. Sent om eftermiddagen rapporterede flere udenlandske nyhedsmedier, at Yingluck if. vice-premierminister Prawit Wongsuwan havde forladt Thailand via grænsen til Cambodja, hvorfra hun var fløjet til Singapore og mødt sin storebror, tdl. premierminister Thaksin, og sammen var de forsat til Dubai, hvor Thaksin blandt andet opholdt sig i frivilligt eksil, efter at være blevet afsat ved et militærkup i 2006. Prawit Wongsuwan understregede, at den siddende militærregering ikke havde nogen forlods viden om med flugten, eller at militæret havde hjulpet hende med at flygte, tilsyneladende via Cambodja. Singapore afviste at hun havde været der, men flere kilder fra både regering, og Shinawatraernes Rød-trøje bevægelse, bekræftede at flugten var foregået via i Cambodja, hjulpet af højtstående politi eller militær, hvor hun uden indrejsekontrol var fortsat fra Phnom Penh med chartret eller privat fly til Singapore, og derfra videre til Dubai, hvor hun blev bekræftet at befinde sig i god behold dagen efter, den 26. august. Da flere hundrede af Yinglucks støtter, 3.000 blev nævnt, samt familie, var forsamlet ved Højesteret, afventende hendes ankomst om morgenen den 25. august, og myndighedernes overvågning viste, at hendes mobiltelefon stadig var registreret i hendes hjem tidligere om morgenen, var flugten overraskende. Højesteret besluttede, at ved næste retsmøde i september, skulle dommen om nødvendigt afsiges in absentia, hvis ikke Yingluck blev arresteret inden. Pressen antydede at flugten var koordineret med, eller hjulpet af den siddende regering, for at undgå en martyr i fængsel, samt spekulerede i om flugten, i lighed med broderen fhv. premierminister Thaksins flugt til selvvalgt eksil i 2008, var afslutningen på Shinawatra-æran i thailandsk politik.
Det kom efterfølgende frem, at tre politiofficerer havde hjulpet Yingluck til at flygte med bil, og efter et bilskift undervejs videre til den cambodjanske grænse, hvor grænsekontrollen var lukket for natten. Imidlertid ligger der umiddelbart på den cambodjanske side kasinoer, som besøges af thaier, da gambling er ulovlig i Thailand. Disse kasinoer kan besøges uden at skulle gennem den almindelige paskontrol, og fra et kasino er der udgang direkte til Cambodja, hvilket Yingluck tilsyneladende benyttede sig af. I 2019 viste det sig, at Yingluck var i besiddelse af et Cambodjansk rejsepas eller diplomatpas, da hun brugte dette til at registrere sig som direktør for en kinesisk virksomhed.
En kilde i den siddende militærjuntaregering udtalte til pressen, at Yinglucks endelige mål var Storbritannien, hvor storebror Thaksin Shinawatra ejer adskillige ejendomme, og tdl. tillige ejede fodboldklubben Manchester City F.C., samt at hun vil angiveligt ville søge asyl i Storbritannien. Thailands regerende generaler kunne næppe have planlagt det bedre. Flugten af Yingluck efterlod den populistiske bevægelse, der havde domineret thailandsk politik i næsten en generation under forskellige partinavne, ledeløs og i opløsning. Flugten betød også, at Yingluck ikke blev martyr, som hun kunne være blevet, hvis hun var blevet fængslet i sagen om ris-støtteordningen. Yderligere kunne fængsling også have medført vanskelige spørgsmål, om hvorfor militæret afsatte hende i 2014. Militæret var desperat for at undgå ustabilitet, da det forventede at styre thailandsk politik langt ind i fremtiden. Yinglucks flugt var en såkaldt win-win situation, som medierne mistænke sikkerhedmyndigheder og magtfulde personer stod bag. En anonym kilde i sikkerhedsstyrkerne gav en detaljeret beskrivelse til avisen The Nation af flugten, med privat til Singapore og derfra videre til Dubai allerede to dage før retsmødet. Thaksin havde længe haft en flugtplan klar. NCPO, Det Nationale Råd for Fred og Orden under militærjuntaen, afviste imidlertid at have tilladt Yingluck i at forlade landet.
Thailands Højesteret kendte den 25. august 2017 tillige fhv. handelsminister Boonsong Teriyapirom og fhv. viceminister Phumi Saraphol, begge fra Yingluck Sinawatra regering, skyldig i falske regering-til-regering handler med Kina under ris-støtteordningen, de blev idømt henholdsvis 42 års og 36 års fængsel. I alt fandt Højesteret 20 personer skyldige i overtrædelser ifm. ordningen. Boonsong Teriyapirom blev i september 2019 yderlige idømt 6 års fængsel, så den samlede straf blev 48 år. Regering-til regering handler kunne under ordningen foretages til lavere pris via en auktion, men de anklagede embedsmænd havde for en lav pris solgt 4 millioner tons ris til private virksomheder, men i regnskaberne angivet Kina som køber. Regeringens direkte tab udgjorde 16,9 milliarder baht (omkring 3,3 milliarder kroner). Den 29. marts 2021 blev de to ministre og tre embedsmænd dømt til, at betale en erstatning på i alt 14,723 milliarder baht (cirka tre milliarder kroner), de to forhenværende ministre hver omkring 700 millioner baht (cirka 145 millioner kroner).
Den 27. september 2017 afsagde Højesteret dom in absentia over Yingluck, hvor retten idømte hende fem års fængsel for at undlade at stoppe falsk og korrupt G2G (government-to-government, regering-til-regering) salg af ris fra ris-støtteordningens lagre til Kina. Manglen på reaktion var ensbetydende med uærlig og manglende indgriben, for ikke havde fjernet Boonsong Teriyapirom som handelsminister, hvilket var i strid med straffeloven og antikorruptionsloven fra 1999, og dermed berettigede en femårige fængselsperiode. I den anden anklage om, at hun var skyldig i skader forårsaget af hendes implementering af ris-støtteordningen, blev hun frifundet. Retten erklærede tillige, at både anklager og dømte havde ret til at appellere dommen inden for 30 dage, i henhold til den nye 2017-forfatning, hvilket dog forudsatte at Yinglock personligt mødte op i forbindelse med indgivelse af appel, hvilket ville kunne medføre hendes arrest. Da ingen af parterne havde appelleret dommen i løbet af 30 dage, blev sagen teknisk anset som afsluttet.
Indefrysning af Yinglucks aktiver fortsatte til dækning af tabet på 35,7 milliarder baht (cirka 7 milliarder kroner), 20% af ris-støtteordningens totale tab, og i februar, 2018, blev hendes Bangkok-villa til 110 millioner baht (22 millioner kroner), tillige med andre ejendomme samt 12 bankkonti, konfiskeret.
CNN oplyste den 28. september, 2017, at Yingluck havde opholdt sig i London i to uger, samt at hun søgte asyl i Storbritannien. Myndighederne i Dubai bekræftede efterfølgende at hun havde forladt emiratet og var rejst til London, hvilket Yinglucks juridiske rådgivere bekræftede, samt sagde at hun ville søge asyl i flere europæiske lande, herunder også Frankrig og Tyskland. Thailand fik udstedt international eftersøgningsordre (Blue notice) for Yingluck gennem Interpol.
I januar, 2018, kom det frem at Yingluck var blevet set, og i et par tilfælde fotograferet af thai turister i London. Der kom modstridende udmeldinger fra Yinglucks politiske partifæller i Pheu Thai Party, dels at hun allerede havde anmodet om politisk asyl i Storbritannien og var blevet tildelt humanitær opholdstilladelse i indtil fem år, mens anmodningen behandles; og dels at hun opholdt sig i Storbritannien på et "Tier 1 (Entrepreneur)" visa, der udstedes for op til tre år og fire måneder, med mulighed for to års forlængelse og efterfølgende opholdstilladelse, hvis man har 200.000 GBP (cirka 1,7 millioner kroner) til at investere. I begyndelsen af februar delte afsatte premierminister Thaksins yngste datter, Paethongtarn, to fotografier af sin far på indkøb, sammen med hans lillesøster, afsatte premierminister Yingluck, på shoppingtur i Beijing, Kina, hvor de opholdt sig ifm. det kinesiske nytår (16. februar). Alle Yinglucks fire thaipas blev inddraget. BBC oplyste senere, at Yingluck havde fået et 10-årigt visa i UK, i juni var søskendeparret på tur til USA, hvor de blandt andet besøgte  Washington DC, New York City og staten Kentucky, hvor begge havde studeret. Den 31. juli 2018 meddelte juntaleder og premierminister, Prayuth Chan-ocha, at Thailand, i henhold til gensidig udleveringsaftale med Storbritannien, havde anmodet om at få Yingluck udleveret. Det var ikke umiddelbart klart, hvorfor regeringen havde ventet indtil juli 2018 med at anmode om Yinglucks udlevering, men frem mod et længe ventet valg i løbet af 2019, har både Thaksin og Yingluck fortsat haft betydelig politisk indflydelse, som kritikere mener, at militæret søger afsluttet. Yingluck forlod imidlertid London – hvor hendes bror, Taksin, efter sigende havde købt en hus for adskillige millioner pund til sin søster – og fløj til Dubai, hvilket dog skulle være i forbindelse med en længe planlagt rejseaktivitet til Hong Kong og Kina.

### Ophævelse af erstatning og konfiskation
Den 2. april 2021 traf Forvaltningsdomstolen en afgørelse om ophævelse af Finansministeriets kendelse fra 2016, udstedt under militærjuntaen efter kuppet i 2014, der krævede, at Yingluck Shinawatra skulle betale 35,7 milliarder baht (cirka syv milliarder kroner) i erstatning for tab, der blev påført tilskudsordningen i perioden 2011-2014. Domstolen tilbagekaldte også en administrativ kendelse om, at konfiskere hendes aktiver som kompensation. Domstolen afgjorde desuden, at Yingluck alene ikke havde nogen myndighed til at ophæve ris-pantsætningsordningen, da det var en regeringspolitik, der var blevet annonceret for parlamentet. Som regeringschef var hun ansvarlig for generelt tilsyn med projektet, men ikke med uregelmæssigheder vedrørende det falske salg mellem regeringer. Yderligere frikendtes hun også for uagtsomhed, da hendes regering havde truffet foranstaltninger for, at forhindre uregelmæssigheder i forbindelse med ordningen.
Den Nationale Anti-korruptionskommission besluttede den 19. december 2022, at undlade anklager mod tidligere premierministre Thaksin Shinawatra og Yingluck Shinawatra eller det tidligere Pheu Thai-parlamentsmedlem Yaowapa Wongsawat, Thaksins yngre søster, i forbindelse med de bedrageriske regering-til-regering risaftaler mellem Thailand og Kina næsten et årti tidligere.

### Eftervirkninger af risordningen
Så sent som december 2021 var der fortsat omkring 220.000 tons ris på lager med et beregnet tab på cirka 500 milliarder baht (cirka 100 milliarder kroner), da risen var af ringe kvalitet og ubrugelig som såvel menneskeføde som dyrefoder. Staten betalte forsat for lageplads indtil risen kunne afsættes ved auktion til industrielt anvendelse.

## Fremtiden for Shinawatra i thailandsk politik
Udgifterne til ris-støtteordningen var dog ikke hovedårsagen til, at Yingluck Shinawatras regering i sidste ende faldt, og hun efterfølgende personligt blev anklaget for det økonomiske tab fra ris-støtteordningen. De politiske spændinger i Thailand begyndte næsten et årti tidligere da Thaksin Shinawatra, Yinglucks ældre bror og tidligere premierminister, selv blev fjernet ved et militærkup i 2006, og dømt for korruption. Han flygtede i selvvalgt eksil, og hvis han skulle vende tilbage til Thailand, står han over for en en to års fængselsdom. Modstandere af Yingluck hævdede, at hun var en marionet for sin bror og repræsenterede den elitekorruption (øverste samfundsklasse), der længe havde hersket i Thailand. Flere faktorer opstod i perioden fra udgangen af 2013 til statskuppet i 2014.
Men selv om både Thaksin og Yingluck flygtede, lykkedes det tilsyneladende ikke for militæret at eliminere deres magtbase: de stort set fattige og provinsielle thailændere – der udgjorde næsten halvdelen af nationens befolkning, men kun bidrog med knap 12% af økonomien – som leverede stemmerne til valgsejre i næsten ethvert demokratisk valg siden 2001, hvor Thaksin Shinawatra blev valgt som premierminister, på trods af modarbejde fra hær og dybt konservative monarkister. Det shinawatra-politiske dynasti opstod under Thaksin med en række banebrydende velfærdssystemer, men Taksin-regeringen blev væltet ved et militærkup i 2006. Den følgende dekade blev omtalt som "The Lost Decade" – det tabte årti – med hyppige, dødbringende gade protester, kortvarige regeringer, og tilbagevenden til militærdiktatur i 2014.
Både Thaksin og Yingluck var demokratisk valgt premierminister, og begge blev omstyrtet ved militærkup. Trods Thaksin havde bred opbakning i Vesten, kunne han aldrig blive tilladt eksil i et vestligt land, da han blev dømt for at lade sin daværende hustru købe jord fra sin regering, en transaktion der var forbudt ifølge forfatningen. Det betød, at lande der måtte overveje at give ham asyl, skulle vurdere thailandsk lov og thailandsk suverænitet. Han blev nødt til at være tilfreds med at bo i Dubai, der ikke har nogen udleveringsaftale med Thailand. Yinglucks højesteretsdom – der kom efter, handelsminister Boonsong Teriyapirom var idømt svimlende 42 års fængsel for korruption med forfalske dokumenter ved påstået rishandel med Kina – mangler derimod præcedens, så den er mere åben for debat end Thaksins. Selvom Yingluck ikke var direkte involveret i svindel, blev hun i dommen holdt ansvarlig for korruption i sin ris-støtteordning, og det var det, der var uden fortilfælde. Yingluck Shinawatra ville nemt kunne provokere en international diplomatisk storm, ved at søger asyl i udlandet begrundet med politisk forfølgelse. Da thailandsk politi blev bekræftet i, at hun var rest fra Dubai til London, blev der udstedt en arrestordre på hende gennem Interpol.
De engelsksprogede thailandske aviser nyder stor bevågenhed blandt magthaverne og anses for at være meningsdannende.
Avisen Bangkok Post mente, at det mest bekymrende var, at der tilsyneladende var forhandlinger med Shinawatraerne indtil sidste øjeblik før Yinglucks flugt, forhandlinger der synes som udmundende i et sammenbrud. Mange mennesker anså dette, som værende et værst tænkeligt scenario, fordi et sådant sammenbrud kunne være starten på flere problemer i den nærmeste fremtid. Kunne dette sammenbrud føre til en modreaktion fra Shinawatra-familien som den, der blev set under protesterne i 2010, eller endnu værre? Det eneste håb var, at nationen ikke mistede mere end det, den allerede havde mistet det sidste årti, hvor interne magtkampe havde medført, at Thailand begyndte at miste interessen som investeringsdestination. Ledere af United Front for Democracy against Dictatorship (UDD), populært kaldt Rød-trøjerne, Shinawatra-familiens støtte organisation, sagde at de ikke havde kendskab til Yinglucks flugtplaner, og at flugten ingen betydning fik for organisationens fremadrettede politiske ideologi.
Avisen The Nation skrev i sin leder, at militærets modarbejde blot havde givet mere brændstof til Shinawatra-dynastiet. Yinglucks 2011-valgsucces var tydeligvis kapitaliseret på hendes storebrors popularitet, alligevel blev hendes kandidatur opfattet af nogle som et slag for at repræsentere Shinawatraernes familieinteresser snarere end Pheu Thai-vælgeres interesser. Under valgkampagnen gentog hun, at hun var Thaksins søster, og hun gentog hans tidligere præstationer for at opnå vælgernes støtte. Efter at hun var afsat af militæret, begyndte hun at etablere sin egen separate magtbase, hvor hun foretog flere ture på tværs af landet, især i nord og nordøst, der var partiets højborg. Det lykkedes hende at både booste (forøge) sin egen popularitet og holde fokus på Pheu Thai relevans, og samtidig portrættere sig som et offer for illegitim militær indgriben og et fejlagtigt retssystem. Men det efterlod en elefant i rummet, nemlig svøben af Thailands middelklasse og anti-Thaksin grupper, der afviste demokrati og omfavnede militærstyret. Dette var i Shinawatra-familiens interesse, og gav dem mulighed for at indlejre og styrke sig i nationens politiske miljø. Thaksins Thai Rak Thai-parti og dets efterfølgende inkarnationer havde ikke tabt et valg, siden de kom til magten med en jordskredsejr på mere end 11 mio. stemmer i 2001, i det senere 2011-valg vandt efterfølgeren Pheu Thai med 15,7 millioner stemmer under vejledning af Thaksin fra udenlandsk eksil. Kuppene i 2006 og 2014 var beregnet til at begrænse Shinawatra-klanens magt og indflydelse, men havde den modsatte effekt, da militærets rolle med tvang i thailandsk politik, ikke kunne svække Shinawatra-familiens greb på langt sigt.
The Nation mente, at en ny Shinawatra-sejr i et demokratisk valg, vil blive efterfulgt af endnu en militær indgriben, der yderligere styrker klanen. Hvis denne cyklus skal brydes, skal den thailandske middelklasse og eliten ikke fortsætte med blindt at forkaste det meget centrale demokratiske princip om en-mand-en-stemme, samtidig med at de tilslutter sig militærstyre under påskud af, at landdistrikternes vælgere er ofre for populistisk politik og stemmekøb. Sidstnævnte var et væsentligt problem i Thailand fra 1970'erne frem til årtusindeskiftet, men har i dag lille signifikant indflydelse, fordi de fleste vælgerne er fuldt bevidste om partiprogrammer og deres konsekvenser. Desuden er antagelser fra middelklassen om, at landdistrikt vælgerne er naive, ikke kun forældede og fejlagtige, men understreger de iboende socio-politiske uligheder, der i første omgang gav Thaksin mulighed for sin politiske succes. Derfor var Rød-trøje protesterne i 2010 ikke primært en godkendelse af Shinawatra-familien, men snarere et opråb fra de fattige landdistrikter, der ønskede at beskytte deres stemmerettigheder i henhold til den thailandske forfatning og FN's internationale konvention om borgerlige og politiske rettigheder, som Thailand er underskriver af. Hvorvidt Shinawatra-familien vil opretholde deres engagement med Pheu Thai er uklart, men Yinglucks flugt er næppe et signal om en afslutning af klanens indflydelse på thailandsk politik.
I juni 2018, valgte 40-50 tidligere parlamentsmedlemmer fra Sinawatraernes parti, Pheu Thai, at forlade partiet. Thaksin Shinwatra forklarede sine tilhængere, at der var to årsager til, at de valgte at forlade partiet: »For det første, at de ønsker en stor pengesum fra de, der er tåbelige nok til at betale dem – blot for at slutte i politik efter at have modtaget pengene. For det andet, at de er for selvsikre, idet de glemmer, at de tidligere blev valgt på grund af partiets navn.«
Ved Pheu Thais kongres den 21. marts 2022 gik Thaksin Shinawatras yngste datter Paethongtarn Shinawatra officielt ind i politik som leder af deltagelse og innovation i partiet. Politiske iagttagere var dog enige om, at det var som en fortsættelse af Shinawatraernes politiske linje og Pheu Thais afhængighed af Shinawatra-mærket. Paetongtarn meddelte den 15. januar 2023 at hun er partiets premierministerkandidat ved næste parlamentsvalg.

## Yderligere anklage
I februar 2022 besluttedes det, at anklage Yingluck Shinawatra for overførsel af en NSC-chef (forkortelse for National Security Council, dansk: Nationale Sikkerhedsråd), så en nær slægtning kunne overtage posten forud for sin pensionering. Den 19. april udstedte Højesterets kriminalafdeling for indehavere af politiske embeder en arrestordre for den eksilerede tidligere premierminister, efter hun ikke mødte op til en høring i korruptionssagen. Højesteret beordrede den 26. december 2023 frifindelse af Yingluck. Ved frifindelsen udtalte Højesteret, at afgørelse ikke er bindende vedrørende strafansvar, fordi Forfatningsdomstolen kun behandlede spørgsmålet om en ministers kvalifikationer og opsigelse af ministerstatus.